# Anders G. Aldrin
Anders G. Aldrin (Stjernsfors, 29 de Agosto de 1889 - 1970) foi um pintor sueco.

## Biografia
Atraído desde muito novo pela arte mas trabalha em várias pequenas profissóes. Em 1911 emigra para os Estados Unidos, inicialmente para Chicago, e depois para o Minnesota onde conhece e casa com Mabel esther Lindberg, filha de um pastor batista sueco, de quem terá duas filhas, Inez e Betty.
Alistado durante a Primeira Guerra Mundial, combateu em França durante um ano e, vítima de tuberculose, é hospitalizado no hospital militar de Prescott, no Arizona. E é ali que ele começa a pintar.

### Formação artística
Em 1923 deixa Prescott com a família para viver na Califórnia, seguindo os estudos artísticos no Otis Art Institute até 1927, e depois, de 1927 até 1930, continua os seus estudos na escola de belas-artes de Santa Bárbara, onde Frank Morley Fletcher mostra-lhe a técnica de gravura colorida na madeira, uma técnica vinda do Japão. Prossegue com uma formação complementar em 1929 na escola de belas-artes de São Francisco.